# Лунка (комуна, Телеорман)
Лунка (рум. Lunca) — комуна у повіті Телеорман в Румунії. До складу комуни входять такі села (дані про населення за 2002 рік):
- Лунка (2396 осіб) — адміністративний центр комуни
- Прунду (1353 особи)

Комуна розташована на відстані 125 км на південний захід від Бухареста, 47 км на захід від Александрії, 93 км на південний схід від Крайови.

## Населення
За даними перепису населення 2002 року у комуні проживали 6656 осіб.
Національний склад населення комуни:
| Національність | Кількість осіб | Відсоток |
| -------------- | -------------- | -------- |
| румуни         | 6638           | 99,7%    |
| цигани         | 17             | 0,3%     |
| турки          | 1              | < 0,1%   |

Рідною мовою назвали:
| Мова      | Кількість осіб | Відсоток |
| --------- | -------------- | -------- |
| румунська | 6641           | 99,8%    |
| циганська | 15             | 0,2%     |

Склад населення комуни за віросповіданням:
| Релігія       | Кількість осіб | Відсоток |
| ------------- | -------------- | -------- |
| православні   | 6647           | 99,9%    |
| адвентисти    | 4              | 0,1%     |
| баптисти      | 3              | < 0,1%   |
| римо-католики | 1              | < 0,1%   |
| мусульмани    | 1              | < 0,1%   |

## Зовнішні посилання
- Дані про комуну Лунка на сайті Ghidul Primăriilor